# AC Prato
Associazione Calcio Prato är en italiensk fotbollsklubb från Prato. Laget har gjort en säsong i Serie A, 1928/1929, och 15 i Serie B, den senaste 1963/1964.

## Kända spelare
Se också Spelare i AC Prato
- Alessandro Diamanti